# Sambungrejo (Grabag)
Sambungrejo is een bestuurslaag in het regentschap Magelang van de provincie Midden-Java, Indonesië. Sambungrejo telt 1850 inwoners (volkstelling 2010).